# Худи, Сэроко
Сэроко Худи (1877 — 23 апреля 1965) — рыбак колхоза имени Ленина Ямальского района Ямало-Ненецкого национального округа Тюменской области. Герой Социалистического Труда.

## Биография
Родился в 1877 (по другим данным - в 1890) году в Ямальской тундре в семье оленевода. Ненец.
Начал работать с детских лет: помогал семье пасти оленей, рыбачил.
В 1929 году вступил в образованный в селе Яр-Сале Ямальского района первый ненецкий колхоз «Харп» («Северное сияние»).
В годы Великой Отечественной войны занимался рыболовством в устье реки Обь и в Обской губе. В военные и послевоенные годы с рыбаками колхоза имени Ленина выполнял и перевыполнял планы рыбодобычи.
Указом Президиума Верховного Совета СССР от 7 апреля 1958 года за особые заслуги в развитии колхозного рыболовства и достижение высоких показателей в добыче рыбы Худи Сэроко присвоено звание Героя Социалистического Труда с вручением ордена Ленина и золотой медали «Серп и Молот».
Жил в селе Яр-Сале Ямальского района Ямало-Ненецкого национального (с 1977 года — автономного) округа.
Cкончался 23 апреля 1965 года.

## Награды
- Золотая медаль «Серп и Молот» (07.04.1958);
- Орден Ленина (07.04.1958)
- и другими

## Память
- На могиле установлен надгробный памятник.
- Его именем названа улица в селе Яр-Сале[2].